# Vertigo Tour
Vertigo Tour – trasa koncertowa irlandzkiego zespołu rockowego U2 z 2005 i 2006 roku, promująca wydany w 2004 roku album How to Dismantle an Atomic Bomb. Była to druga trasa, podczas której U2 wystąpiło w Polsce – poprzednio miało to miejsce w trakcie Popmartu na torze wyścigów konnych na warszawskim Służewcu w 1997.

## Przed trasą

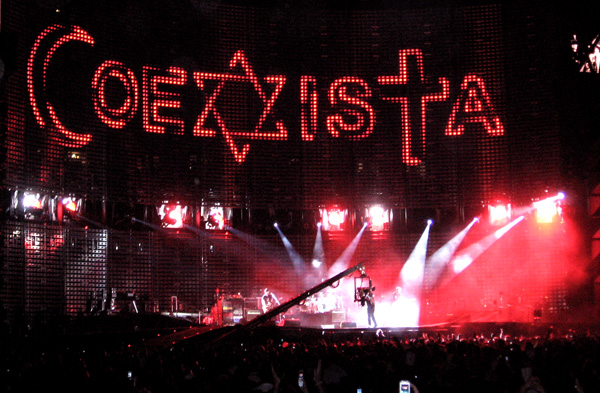
Koncert w Meksyku 16.02.2006

Album How to Dismantle an Atomic Bomb tuż po wydaniu 22 listopada 2004 sprzedał się w pięciu milionach egzemplarzy zespół zadecydował, że nazwa trasy podobnie jak w przypadku Elevation Tour, będzie pochodziła od wybranego utworu z płyty – wybór padł na Vertigo. Kiedy decyzje o przebiegu trasy zostały podjęte, córka The Edge’a, Sian, zachorowała. Odpowiedni układ terminów umożliwił jednak The Edgeowi udział w koncertach. Dodatkowo na stronie internetowej zespołu ogłoszono, że po opłaceniu składki członkowskiej fan clubu każdy będzie mógł nabyć bilety w przedsprzedaży, co nie było prawdą i doprowadziło do problemów technicznych a później niezadowolenia wśród fanów.

## Przebieg
Cała trasa podzielona była na 5 części:
|                    | Hale w Ameryce Północnej (1) | Stadiony w Europie | Hale w Ameryce Północnej (2) | Stadiony w Ameryce Łacińskiej         | Stadiony w Australii, Nowej Zelandii i Japonii          |
| ------------------ | ---------------------------- | --- | ---------------------------- | ------------------------------------- | ------------------------------------------------------- |
| Rozpoczęcie        | 28.03.2005, San Diego        | 10.06.2005, Bruksela | 12.09.2005, Toronto          | 12.02.2006, Monterrey                 | 7.11.2006, Brisbane                                     |
| Zakończenie        | 28.05.2005, Boston           | 14.08.2005, Lizbona | 19.12.2005, Portland         | 2.03.2006, Buenos Aires               | 9.12.2006, Honolulu                                     |
| Liczba koncertów   | 28                           | 32 | 50                           | 8                                     | 13                                                      |
| Odwiedzone państwa | Stany Zjednoczone · Kanada   | Belgia · Wielka Brytania · Irlandia · Austria · Polska · Francja · Niemcy · Szwajcaria · Holandia · Włochy · Norwegia · Szwecja · Dania · Hiszpania · Portugalia | Kanada · Stany Zjednoczone   | Meksyk · Brazylia · Chile · Argentyna | Australia · Nowa Zelandia · Japonia · Stany Zjednoczone |

Wszystkie koncerty obejrzało dokładnie 4 619 021 widzów a dochód z biletów wyniósł około 389 milionów dolarów
Członkom zespołu szczególnie w pamięć zapadł koncert na Stadionie Śląskim w Chorzowie:

Tournee Vertigo składało się z wielu ciekawych fragmentów, a chyba najfajniej było w Polsce. Dopiero w połowie utworu New Year’s Day przypomniałem sobie, że do napisania go zainspirował mnie ruch solidarnościowy. (…) Odwróciłem się do publiczności tyłem (…) a kiedy znów na nich spojrzałem cały stadion – osiemdziesiąt tysięcy ludzi – zniknął pod biało-czerwoną flagą. (…) Nie mogłem wydobyć z siebie słowa, nie wspominając o śpiewaniu

## Scena

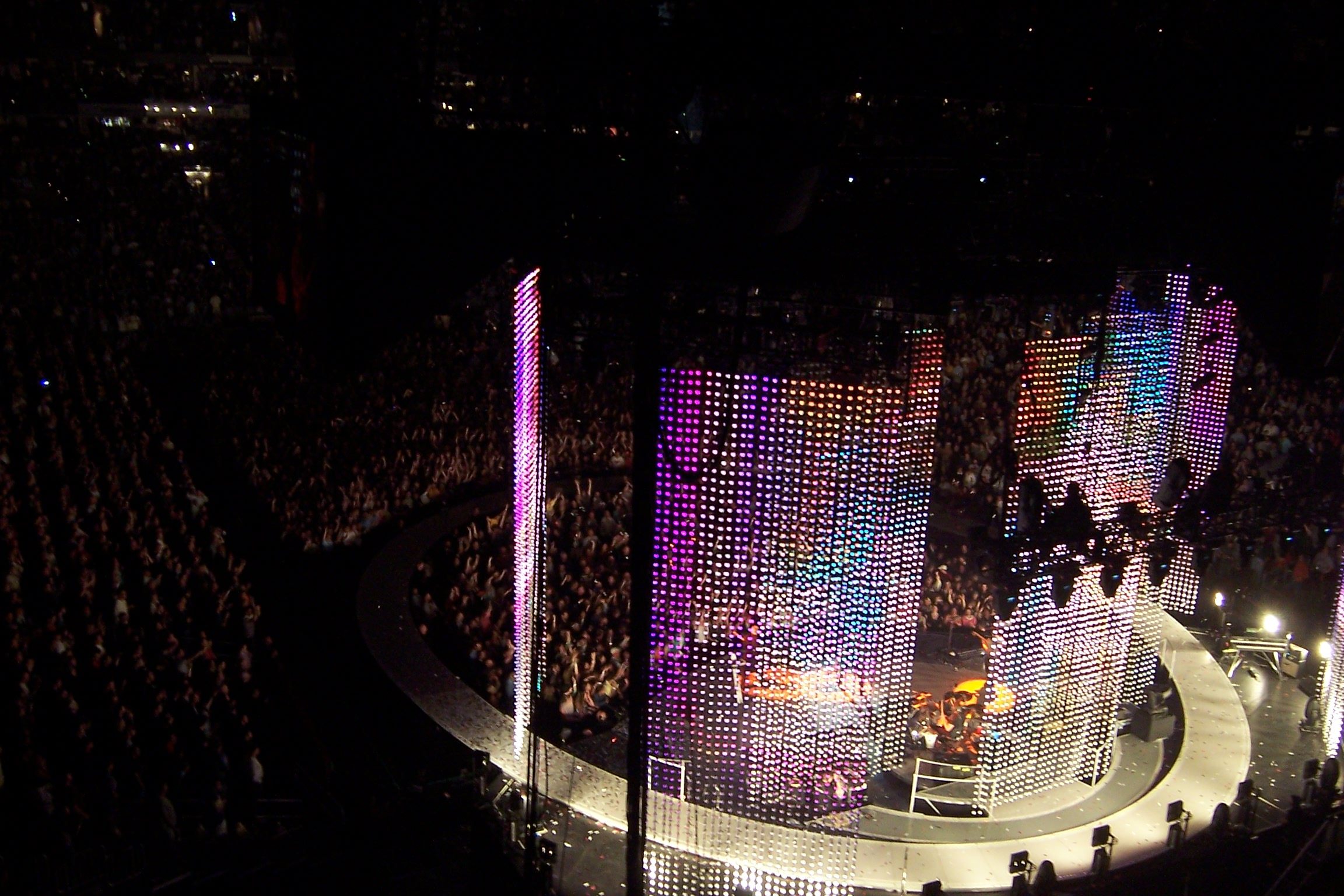
„Kurtyny” wykonane z diod LED podczas halowej części trasy, Filadelfia, 22.05.2005

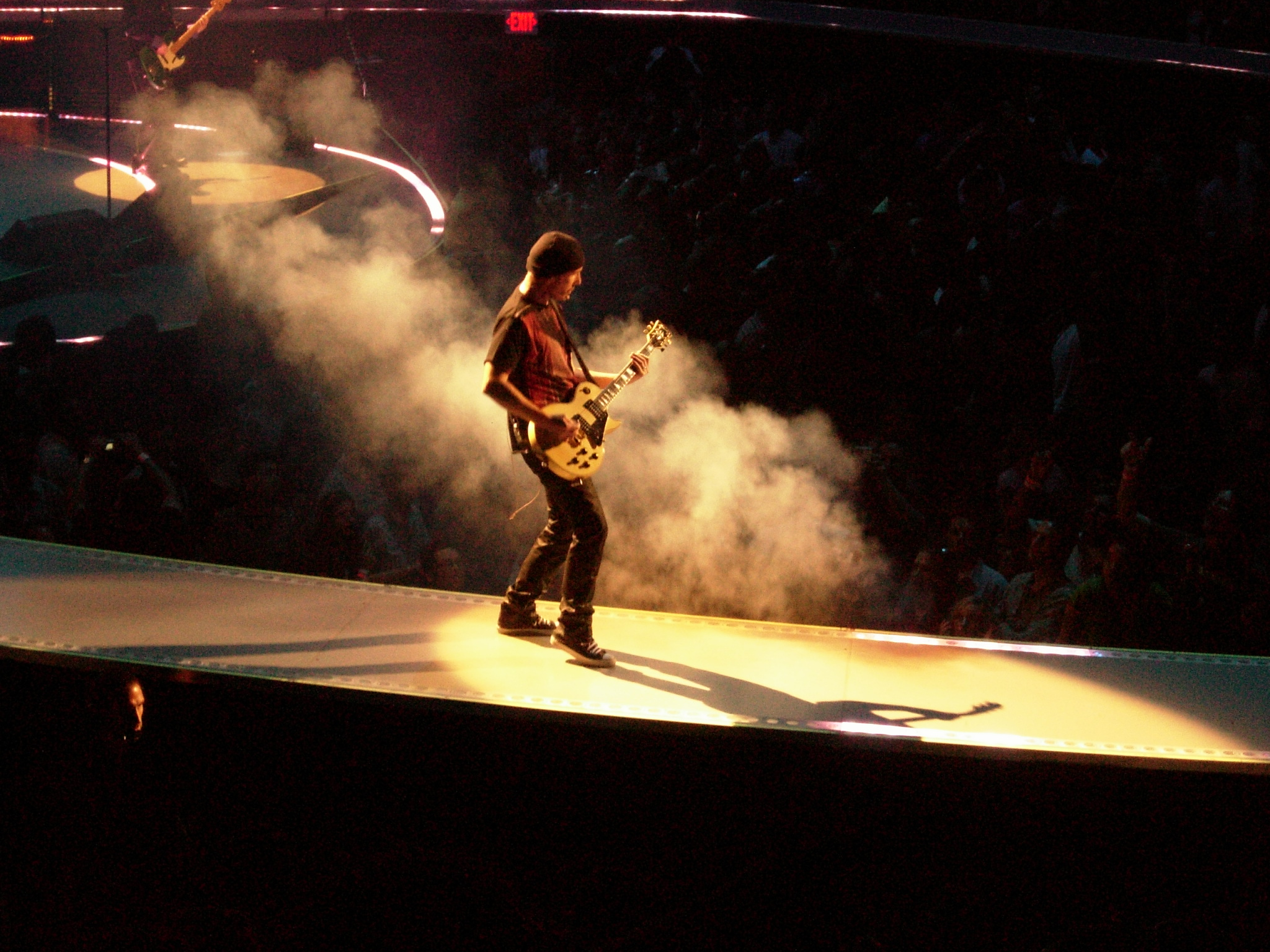
The Edge podczas koncertu w Anaheim 1.04.2005

Zróżnicowanie konstrukcji sceny wymuszone było rodzajem miejsca w którym odbywał się koncert. I tak: część „halowa” charakteryzowała się:
- kurtynami z zawieszonymi diodami LED (patrz zdjęcie obok);
- okrągła scena częściowo pokrywająca się z b-stage'em w kształcie elipsy;
- trzema ekranami umieszczonymi u góry konstrukcji sceny.

Z kolei podczas części stadionowej b-stage składał się z dwóch symetrycznych wybiegów. Ekrany rozmieszczone były na ścianach po dwóch stronach sceny.

## Utwory
Najczęściej na rozpoczęcie grano City of Blinding Lights (68 razy) i Vertigo (36 razy) a 9 razy pierwszym utworem było Love and Peace or Else.
Na każdym koncercie grano piosenki:

z How to Dismantle an Atomic Bomb:
- Vertigo[12]
- City of Blinding Lights[12]
- Sometimes You Can't Make It on Your Own[12]

z pozostałych albumów:
- Beautiful Day[12]
- Elevation[12]
- One[12]

Z promowanego albumu nie zostały zagrane jedynie A Man and a Woman i One Step Closer.

## Zobacz też

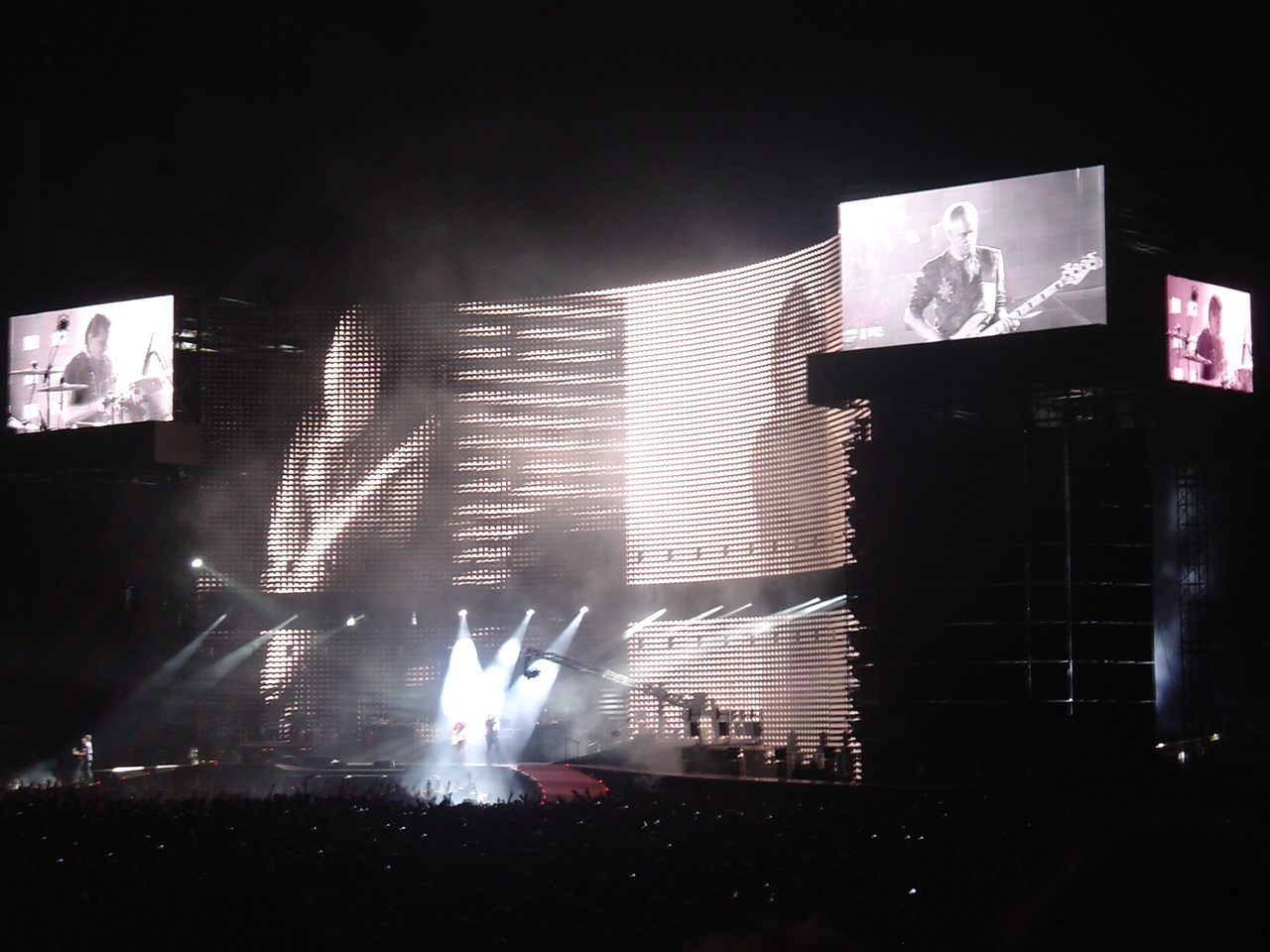
Scena podczas koncertu w Santiago

## Bibliografia

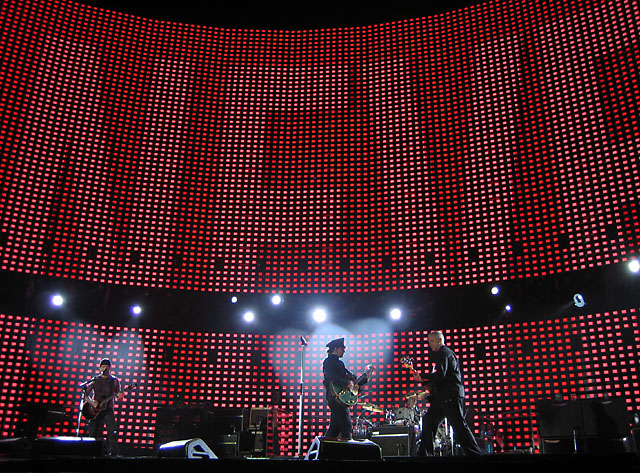
Piosenka The Fly podczas koncertu w Brukseli, 10.06.2005